# 栃木県立足尾高等学校
栃木県立足尾高等学校（とちぎけんりつあしおこうとうがっこう）は、栃木県日光市（旧･上都賀郡足尾町）にあった県立の高等学校である。

## 設置学科
- 全日制課程
  - 普通科
  - 専門学科：機械科

## 沿革
- 1912年（明治45年） - 足尾町立実科高等女学校として創立[1]。
- 1948年（昭和23年）3月23日 - 足尾町立足尾高等学校として設立認可。
- 1950年（昭和25年）4月1日 - 栃木県に移管、栃木県立足尾高等学校と改称。
- 2005年（平成17年）4月1日 - 栃木県立日光高等学校と統合して栃木県立日光明峰高等学校となったため、生徒募集停止。
- 2007年（平成19年）3月31日 - 閉校。
- 2015年（平成27年）7月 - 校舎の解体作業を開始[1]。

## 校舎
- 〒321-1511 栃木県 日光市 足尾町4400（旧･上都賀郡足尾町）
- 敷地:約27,000平方メートル[1]。
- 教室や体育館など36棟[1]。